# Florencio Rodríguez Vaamonde

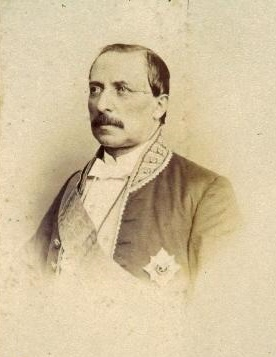
Florencio Rodríguez Vaamonde, fotografía de J. Laurent, Museo de Historia de Madrid.

Florencio Rodríguez-Vaamonde y Roca (Tuy, 22 de febrero de 1807-Madrid, 10 de junio de 1886) fue un político español.
Diputado por Orense en 1846,
senador vitalicio en 1847,
y este mismo año ministro de Gracia y Justicia en el gabinete del presidente Joaquín Francisco Pacheco,
ministro de la Gobernación entre 1863-64 en el gabinete de Manuel Pando Fernández de Pinedo,
presidente de la Real Academia de Ciencias Morales y Políticas desde 1869 hasta su muerte,
senador por La Coruña en 1876 y por la academia en 1877.
| Predecesor: Juan Bravo Murillo       | Ministro de Gracia y Justicia 30 de marzo de 1847 - 3 de septiembre de 1847 | Sucesor: Florencio García Goyena |
| Predecesor: Antonio Aguilar y Correa | Ministro de la Gobernación 2 de marzo de 1863 - 17 de enero de 1864         | Sucesor: Antonio Benavides       |
| Predecesor: Fermín Arteaga y Sesta   | Rector de la Universidad Complutense de Madrid 1845-1846                    | Sucesor: Nicomedes Pastor Díaz   |